# Kerstin Car
Kerstin Car (* 1985 in Bamberg) ist eine deutsche Dramaturgin.

## Leben
Kerstin Car studierte Theater- und Medienwissenschaft sowie Nordische Philologie an der Friedrich-Alexander-Universität in Erlangen. Den Bachelor in Performance Studies erlangte sie an der Universität Stockholm. Ihr Studium der Theaterwissenschaft schloss sie 2015 mit dem Master an der Freien Universität in Berlin  ab.
Während ihres Studiums in Stockholm hospitierte sie am Dramaten und arbeitete an verschiedenen Produktionen in der freien Theaterszene Stockholms mit. In Berlin war sie Produktionsassistentin für das 100 Grad Festival an den Sophiensälen. Zudem schrieb sie als freie Autorin für die Monatszeitschrift Theater der Zeit.
Ab der Spielzeit 2016/2017 war sie Dramaturgieassistentin und persönliche Referentin der Intendantin am Theater Paderborn. Von 2018 bis zum Ende der Spielzeit 2024/25 war sie Dramaturgin, ab 2020 Chefdramaturgin, an der Landesbühne Niedersachsen Nord in Wilhelmshaven. Ab der Spielzeit 2025/2026 ist sie Dramaturgin am Theater Bielefeld.
Sie hat unter anderem mit den Regisseuren Jakob Arnold, Fanny Brunner, Sascha Bunge, Marie-Sophie Dudzic, Tim Egloff, Katharina Kreuzhage, Daniel Kunze, Michael Letmathe, Hans-Jürgen Osmers, Gernot Plass, Franziska Ritter, Olaf Strieb und Robert Teufel zusammengearbeitet.